# يوم آخر (فلم)
يوم آخر فيلم تراجيدي عراقي، من إنتاج 1979.

## أحداث الفيلم
تدور أحداث الفيلم في الفترة ما قبل ثورة 1958، و تظهر المشاهد الصراع بين الفلاحين و الإقطاعيين، و كل ما تخلل تلك الفترة من مشاكل أدت إلى اندلاع الثورة، من وجهة نظر الفيلم.

## طاقم العمل

### تأليف
- صباح عطوان.
- صاحب حداد.
- محمد شكري جميل.

### إخراج
- صاحب حداد.[3]

### تصوير
- يوسف ميخائيل.
- نهاد علي.

### موسيقى تصويرية
- صلحي الوادي.

### إنتاج
- دائرة السينما و المسرح.
- أدوار موريا.
- آن.سبسيل بيرتومو.

### مونتاج
- صاحب حداد.

### ممثلون
- شذى سالم.
- بهجت الجبوري.
- خليل شوقي.[3]
- عواطف نعيم.
- طالب الفراتي.
- فوزي مهدي.
- قائد النعماني.
- هاني هاني.
- راسم الجميلي.
- ناهدة الرماح.
- سلام زهرة.
- عماد بدن.

## روابط خارجية
- مقالات تستعمل روابط فنية بلا صلة مع ويكي بيانات